# Vlad Filat
Vladimir Filat, detto Vlad (Lăpușna, 6 maggio 1969), è un politico e giurista moldavo, primo ministro dal 2009 al 2013.

## Biografia

### Istruzione e carriera
Vlad Filat nacque a Lăpuşna, comune della Repubblica socialista sovietica moldava, dove si diplomò nel 1986. Svolse il servizio militare obbligatorio nell'esercito sovietico dal 1987 al 1989 e in seguito studiò al Collegio di Cooperazione (Kooperativny technikum) di Chișinău (1989-1990) e legge presso l'Università di Iaşi (1990-1994).
Filat fu direttore generale della "RoMold Trading SRL" situata a Iași (1994-1997) e Presidente del Consiglio di Amministrazione della società "Dosoftei" a Iași (1997-1998). Ottenne anche la cittadinanza rumena.

### Gli inizi dell'attività politica
Filat fu membro del Partito Democratico della Moldavia dal 1997, quando il partito fu fondato, fino al 2007.
Essendo ritornato in Moldavia definitivamente nel 1998, nel 1999 fu nominato direttore generale del Dipartimento della Privatizzazione e dell'Amministrazione delle Proprietà dello Stato dal Ministero dell'Economia e delle Riforme del governo della Moldavia.
Fu Ministro dell'interno nel governo di Ion Sturza dal 12 marzo 1999 al 12 novembre dello stesso anno.
Nel 2000 Filat fu eletto vicepresidente del Partito Democratico; alle elezioni parlamentari del 2005, divenne membro del Parlamento e fino al marzo 2009 fu vicepresidente della Commissione parlamentare per la Sicurezza, l'Ordine Pubblico e la Difesa.
Partecipò alle elezioni per divenire sindaco di Chișinău nel 2007, ottenendo l'8,32% dei voti e posizionandosi al quarto posto. Poco dopo le elezioni locali, nel settembre 2007, lasciò il Partito Democratico dopo dieci anni di attività all'interno di esso.
Dal dicembre 2007 Vlad Filat è Presidente del Partito Liberale Democratico di Moldavia (PLDM).

### Elezioni parlamentari moldave del 2009
Alle elezioni parlamentari in Moldavia dell'aprile 2009, il suo partito ottenne 15 seggi, mentre nelle elezioni anticipate di luglio il PLDM divenne il secondo partito della nazione, con 18 seggi, e il primo partito facente parte dell'Alleanza per l'Integrazione Europea.

### Alleanza per l'Integrazione Europea
Dopo le elezioni di luglio, insieme a Mihai Ghimpu, Marian Lupu e Serafim Urechean, Vlad Filat firmò l'Alleanza per l'Integrazione Europea durante una conferenza stampa, l'8 agosto 2009.
L'Alleanza ha candidato alla carica di Primo ministro Vlad Filat; il Presidente della Moldavia ad interim Mihai Ghimpu lo ha nominato il 17 settembre 2009. La Corte costituzionale della Moldavia ha confermato, sempre il 17 settembre 2009, la legittimità della posizione di Mihai Ghimpu come presidente ad interim della Moldavia, cosa che gli ha dato il diritto di nominare un primo ministro. Lo stesso giorno, Ghimpu ha firmato un decreto che nomina Filat alla carica di primo ministro. Il 17 settembre, il parlamento ha approvato una nuova struttura di governo; secondo il progetto di struttura, il numero dei ministeri rimane invariato a 16 ma i loro nomi e le loro responsabilità sono stati cambiati.

## Primo Ministro
L'Alleanza per l'integrazione europea ha dato un voto di fiducia al nuovo governo guidato dal primo ministro Vladimir Filat in una riunione plenaria il 25 settembre 2009.
In data 8 marzo 2013 Filat è stato destituito con mozione di censura a seguito delle accuse di corruzione, abuso di potere e traffico d'influenza. Nonostante ciò, il presidente Nicolae Timofti decretò che i membri del governo continuassero a esercitare le loro funzioni pubbliche fino alla formazione di un nuovo governo.
Successivamente, il 10 aprile 2013, il Presidente ha nominato Vlad Filat candidato a Primo Ministro, conferendogli l'incarico di formare un nuovo governo. Tuttavia, il 22 aprile 2013, la Corte Costituzionale ha dichiarato incostituzionale tale decreto, affermando che un Presidente del Consiglio destituito con mozione di sfiducia a seguito di sospetti di corruzione non può svolgere ulteriormente tale compito e che il Presidente ha l'obbligo costituzionale di nominare ad interim un membro del governo la cui integrità non è stata compromessa.
Il 25 aprile 2013 il presidente ha nominato Iurie Leancă primo ministro ad interim.

### Arresto e accuse di corruzione
Filat è stato privato della sua immunità e ammanettato in parlamento il 15 ottobre 2015. È stato indagato per lo scandalo di frode bancaria moldava del 2014 e accusato di aver preso tangenti per circa 250 milioni di dollari da Ilan Shor, che era presidente del consiglio di amministrazione della Cassa di Risparmio da aprile al 28 novembre 2014.
Filat ha negato qualsiasi illecito sostenendo che le accuse erano dovute a motivi politici.
Il 27 giugno 2016, Vlad Filat è stato condannato a 9 anni di carcere  per corruzione indiretta e per aver sottratto ingenti quantità di soldi pubblici destinati ad attività pubbliche del paese.
Nel febbraio 2019, il figlio di Filat è stato condannato a pagare quasi mezzo milione di sterline dopo che un'indagine della National Crime Agency ha scoperto che aveva pagato 390.000 sterline in anticipo per un sontuoso appartamento nella zona di Knightsbridge a Londra e 200.000 sterline per una Bentley Bentayga. Senza reddito registrato nel Regno Unito, tre conti bancari appartenenti a suo figlio sono stati congelati ai sensi del Criminal Finances Act 2017.
Filat è stato rilasciato dal carcere nel dicembre 2019, 6 anni prima della sua condanna iniziale.

## Vita privata
Filat è stato sposato con Sanda Filat, psicologa, conosciuta nell'autunno 1991 quando era sua compagna di università a Iași. Hanno avuto due figli: Luca (1997) e Iustina (1999). Hanno divorziato nel 2012. Nel gennaio 2014 si è sposato con una presentatrice di
Pro TV Chișinău Angela Gonța. Nel giugno 2014 è nata la loro figlia Ekaterina.

## Riconoscimenti
- Nel dicembre 2013, Filat è stato insignito dal Presidente della Moldova Nicolae Timofti con la più alta onorificenza in Moldova, "Ordine della Repubblica".[15]
- Il 25 novembre 2014 Filat è stato insignito dal Presidente della Romania Traian Băsescu dell'Ordine Nazionale del Fedele Servizio di Gran Croce.[16]
- Nel novembre 2013, Filat è stato premiato dall'allora presidente della Georgia Mikheil Saakashvili con uno dei più alti riconoscimenti del paese: l'Ordine di Eccellenza.[17]